# Toranosuke Takagi
Toranosuke „Tora“ Takagi (jap. 高木 虎之介 Takagi Toranosuke; * 12. Februar 1974 in Shizuoka) ist ein japanischer Rennfahrer.

## Nachwuchsjahre
Takagi kam über seinen Vater, einen Tourenwagenfahrer, zum Rennsport. Er begann Anfang der 1980er-Jahre mit Kartrennen. Nach etlichen Rennsiegen und zweier japanischer Meistertitel (A2 National Kart Series) wechselte er 1992 in die Formula Toyota. Über die japanische Formel 3 erreichte Takagi schließlich die japanische Formel 3000, die spätere Formel Nippon. 1997 war er zuerst Testfahrer für das Formel-1-Team Tyrrell, bevor er 1998 Stammfahrer wurde.

## Formel-1-Karriere

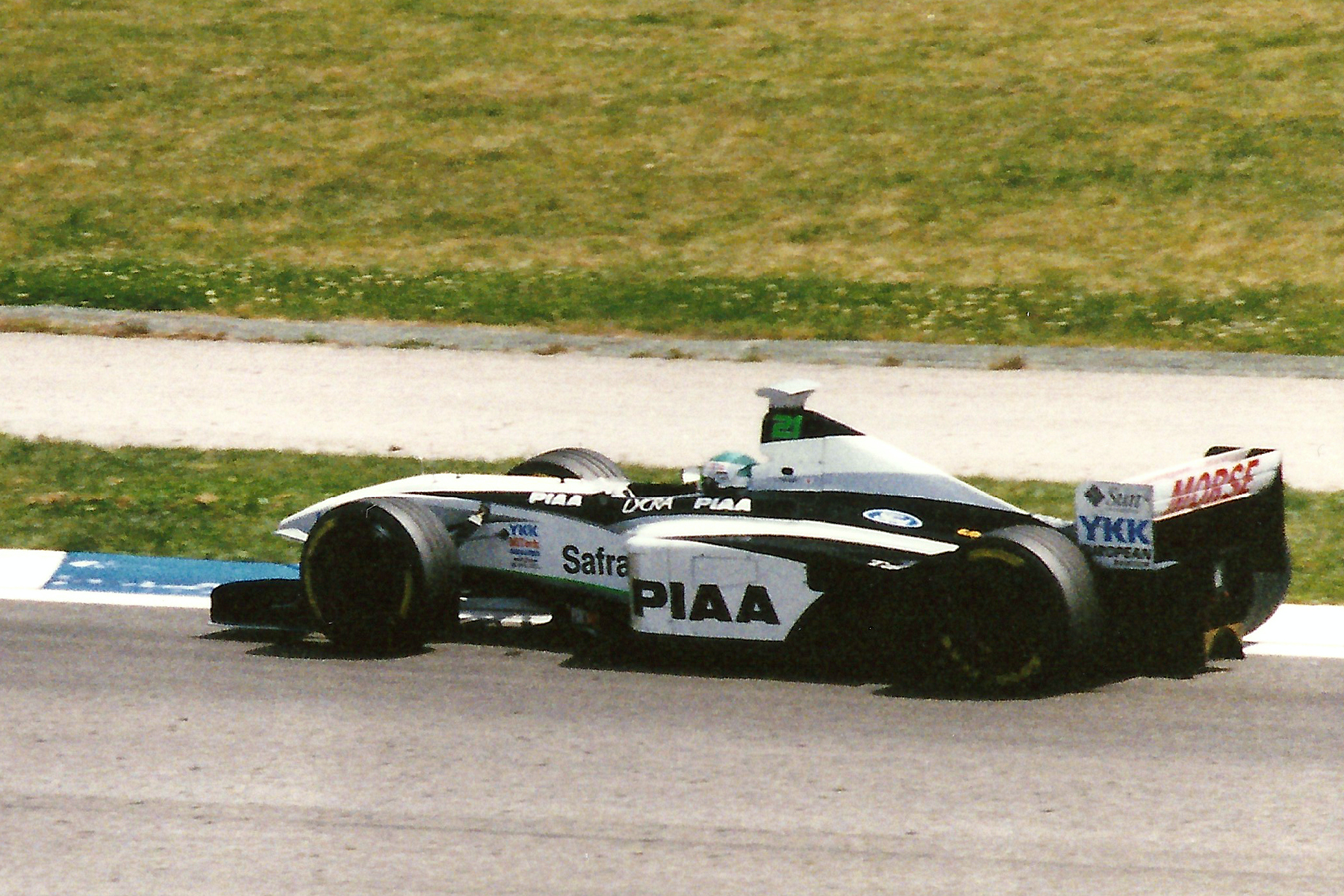
Takaki 1998 beim Großen Preis von Spanien

Takagi war der sechste Japaner in der Formel 1, als er erstmals beim Grand-Prix von Australien 1998 für Tyrrell am Start war. Spitzenergebnisse erreichte er jedoch keine, auch weil sein Team zu den Nachzüglern der Formel 1 gehörte. So blieb er ohne WM-Punkte, schaffte aber in Silverstone und Monza immerhin zwei Platzierungen unter den besten Zehn (jeweils Neunter). Seinen Teamkollegen Ricardo Rosset hatte er die ganze Saison über im Griff.
Nach dem Verkauf des Tyrrell-Teams wechselte Takagi 1999 zu Arrows, die ebenfalls ein Hinterfeld-Team waren. Die Saison begann vielversprechend mit einem 7. Platz in Australien und Platz 8 in Brasilien. WM-Punkte gab es dafür, im Gegensatz zur aktuellen Regelung, aber keine. Der Rest der Saison war für ihn sehr enttäuschend mit Startplätzen meist am Ende des Feldes sowie Serienausfällen. Da er nach der Saison 1999 kein Formel-1-Cockpit erhielt, endete die Formel-1-Karriere Takagis und er ging vorerst zurück nach Japan.

## Amerikanische Rennserien
Nach seiner wenig glücklichen Formel-1-Zeit fuhr Takagi vorerst wieder in der Formel Nippon, wo er 2000 auf Anhieb überlegener Meister wurde. Danach schaffte er den Sprung in die amerikanische CART-Serie. Er fuhr ab 2001 für Walker Racing und wurde 21. in der Meisterschaft. Sein bestes Saisonergebnis war Platz vier in Houston. Die CART-Saison 2002 lief besser mit insgesamt sieben Platzierungen in den Top Ten und Meisterschaftsendrang 15. Sein bestes Ergebnis war ebenfalls ein vierter Platz.
Für 2004 bekam Takagi ein Cockpit in der zweiten großen amerikanischen Formel-Rennserie, der IndyCar Series im Team von Mo Nunn. Die IndyCar-Series-Saison 2003 war recht erfolgreich mit Meisterschaftsrang 10. Saisonhöhepunkte waren dabei Rang fünf als bester Rookie bei den 500 Meilen von Indianapolis und eine Podestplatzierung mit Rang drei am Texas Motor Speedway. Allerdings schaffte Takagi auch in der IRL nur zwei Saisonen. Nach dem etwas enttäuschenden 15. Platz in der IndyCar-Series-Saison 2004 ging er zurück nach Japan, um wieder in der Formel Nippon zu starten.
Neben Formelserien fuhr Takagi auch Sportwagenrennen. In den 1990ern war er im Porsche Supercup am Start, 2005 gewann er zusammen mit Yūji Tachikawa auf einem Toyota Supra die japanische Super-GT-Meisterschaft.

## Statistik

### Statistik in der Formel-1-Weltmeisterschaft

#### Gesamtübersicht
| Saison | Team    | Chassis     | Motor                   | Rennen | Siege | Zweiter | Dritter | Poles | schn. Runden | Punkte | WM-Pos. |
| ------ | ------- | ----------- | ----------------------- | ------ | ----- | ------- | ------- | ----- | ------------ | ------ | ------- |
| 1998   | Tyrrell | Tyrrell 026 | Ford Zetec-R/97 3.0 V10 | 16     | –     | –       | –       | –     | –            | –      | 21.     |
| 1999   | Arrows  | Arrows A20  | Arrows 3.0 V10          | 16     | –     | –       | –       | –     | –            | –      | 20.     |
| Gesamt | Gesamt  | Gesamt      | Gesamt                  | 32     | –     | –       | –       | –     | –            | –      |         |

#### Einzelergebnisse
| Saison | 1   | 2   | 3   | 4  | 5   | 6   | 7   | 8   | 9   | 10  | 11  | 12  | 13  | 14  | 15  | 16 |
| ------ | --- | --- | --- | -- | --- | --- | --- | --- | --- | --- | --- | --- | --- | --- | --- | -- |
| 1998   |     |     |     |    |     |     |     |     |     |     |     |     |     |     |     |    |
| DNF    | DNF | 12  | DNF | 13 | 11  | DNF | DNF | 9   | DNF | 13  | 14  | DNF | 9   | 16  | DNF |    |
| 1999   |     |     |     |    |     |     |     |     |     |     |     |     |     |     |     |    |
| 7      | 8   | DNF | DNF | 12 | DNF | DNF | 16  | DNF | DNF | DNF | DNF | DNF | DNF | DNF | DNF |    |

| Legende  | Legende            | Legende                                                          |
| Farbe    | Abkürzung          | Bedeutung                                                        |
| -------- | ------------------ | ---------------------------------------------------------------- |
| Gold     | –                  | Sieg                                                             |
| Silber   | –                  | 2. Platz                                                         |
| Bronze   | –                  | 3. Platz                                                         |
| Grün     | –                  | Platzierung in den Punkten                                       |
| Blau     | –                  | Klassifiziert außerhalb der Punkteränge                          |
| Violett  | DNF                | Rennen nicht beendet (did not finish)                            |
| Violett  | NC                 | nicht klassifiziert (not classified)                             |
| Rot      | DNQ                | nicht qualifiziert (did not qualify)                             |
| Rot      | DNPQ               | in Vorqualifikation gescheitert (did not pre-qualify)            |
| Schwarz  | DSQ                | disqualifiziert (disqualified)                                   |
| Weiß     | DNS                | nicht am Start (did not start)                                   |
| Weiß     | WD                 | zurückgezogen (withdrawn)                                        |
| Hellblau | PO                 | nur am Training teilgenommen (practiced only)                    |
| Hellblau | TD                 | Freitags-Testfahrer (test driver)                                |
| ohne     | DNP                | nicht am Training teilgenommen (did not practice)                |
| ohne     | INJ                | verletzt oder krank (injured)                                    |
| ohne     | EX                 | ausgeschlossen (excluded)                                        |
| ohne     | DNA                | nicht erschienen (did not arrive)                                |
| ohne     | C                  | Rennen abgesagt (cancelled)                                      |
| ohne     | keine WM-Teilnahme |                                                                  |
| sonstige | P/fett             | Pole-Position                                                    |
| sonstige | 1/2/3/4/5/6/7/8    | Punktplatzierung im Sprint-/Qualifikationsrennen                 |
| sonstige | SR/kursiv          | Schnellste Rennrunde                                             |
| sonstige | *                  | nicht im Ziel, aufgrund der zurückgelegten Distanz aber gewertet |
| sonstige | ()                 | Streichresultate                                                 |
| sonstige | unterstrichen      | Führender in der Gesamtwertung                                   |